# 1900 a légi közlekedésben
Ez a lista az 1900-as év légi közlekedéssel kapcsolatos eseményeit tartalmazza.

## Események

### Július

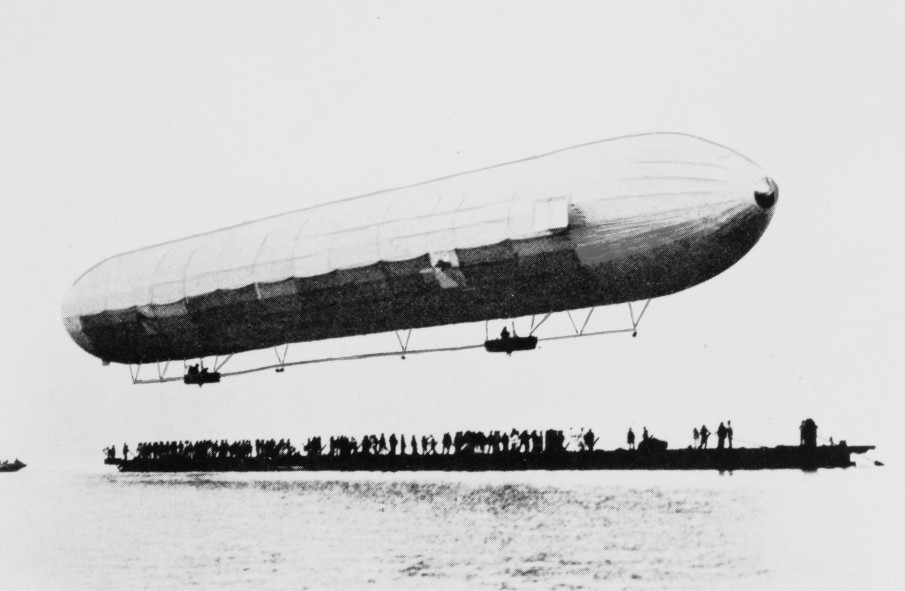
Az LZ 1 a Boden-tó fölött

- július 2. – Repül Ferdinand von Zeppelin első merev léghajója, az LZ 1 Zeppelin típusú léghajó, ami a Constance tónál (Boden tó, Dél-Németország), Friedrichshafennél 5 utast szállított, 20 percig repült.

### Szeptember
- Szeptember – A Wright fivérek repültek a "No. 1" modellel először úgy, mint egy papírsárkány, később mint egy vitorlázó.